# L: Изменить мир
L: Изменить мир (L: Change the World, Death Note: L, Death Note III) (режиссёр Хидэо Наката) — является побочным фильмом  и продолжением серии фильмов Death Note. Серия выпущена на основе манги Death Note (Цугуми Оба и Такэси Обата), но с оригинальным сюжетом. Фильм был выпущен в Японии 9 февраля 2008 года, в Гонконге 7 февраля 2008 года, в Сингапуре 21 февраля 2008 года и в Великобритании 29 декабря 2008 года.
Две версии фильма были показаны в США 29 и 30 апреля 2009 года. Первая версия фильма была показана на японском языке с английскими субтитрами, а вторая версия была дублирована на английский язык людьми, озвучивающими английскую версию aниме. Фильм выпустили на DVD в США 18 августа 2009 года.

## Сюжет
Кэнъити Мацуяма играл L в предыдущих фильмах Death Note. Фильм рассказывает о последних 23 днях жизни L, во время которых он пытается помешать био-террористической группировке, которая собирается уничтожить большую часть человечества вирусом. Он даёт имя «Near» мальчику, единственному выжившему в одной из деревень в Таиланде и берёт школьницу Маки Никайдо под своё крыло.
Доктор Никайдо, исследователь, получил новость и образец смертоносного вируса, который уничтожил деревню в Таиланде. Он обнаруживает, что вирус в сто раз сильнее, чем вирус Эбола. Доктор Никайдо, которому удалось создать противоядие, отказался отдать его группировке и предпочел умереть вместо того, чтобы поставить под угрозу мир. Лидер группировки понимает, что дочь доктора, Маки, расшифровала формулу для противоядия.
Маки, которая стала свидетелем убийства, убегает в страхе и в итоге находит штаб-квартиру L. Вскоре после этого её обнаруживает био-террористическая группировка, заставляя L сопровождать Маки к близким, с помощью японца — агента ФБР. L обращается за помощью в исследовании к партнёру Никайдо, чтобы создать противоядие от этого вируса. В итоге L удаётся получить антидот, в то время как био-террористическая группировка похищает инфицированную Маки чтобы распространить вирус. L удаётся остановить самолёт и предоставить всем инфицированным пассажирам, в том числе и био-террористической группировке, противоядие. Фильм заканчивается тем, что L приводит тайца в свой детский дом, даёт ему имя «Near»(который показан в основной серии Death Note) и дарит ему игрушечного робота.
Сундзи Фудзимурэ играл роль Ватари, хотя сам персонаж умирает в начале фильма, в предварительном пояснении к фильму. Главные персонажи из основной серии, такие как Лайт Ягами (Кира), Аманэ Миса, и Бог смерти Рюк появляются в кратких ролях в фильме.

## Производство
Хидэо Наката рассказал The Daily Yomiuri, что он хотел показать «человеческую сторону» L, которая не была показана в Death Note. Фильм показывает события вокруг L в течение 23 дней и киноверсию смерти L.

## Релиз
По состоянию на 5 марта 2008 года фильм в общей сложности посмотрели 2 200 000 человек. Сборы этого фильма составили 250 000 000 иен (примерно 2,5 млн долл. США).

## В главных ролях[3]
- L: Кэнъити Мацуяма
- Near: Наруси Фукуда (福田 響志 Fukuda Narushi)
- Маки Никайдо (二階堂 真希 Nikaidō Maki): Маюко Фукуда
- Кимихико Микайдо (二階堂 公彦 Nikaidō Kimihiko?): Синго Цуруми
- Кимико Кудзё (久條 希実子 Kujō Kimiko) K: Юки Кудо
- Коити Мацудо (松戸 浩一 Matsudo Kōichi): Сэй Хираидзуми
- Асао Кониси (小西 朝夫 Konishi Asao): Бокудзо Масана
- Тамоцу Ёсидзава (吉沢 保 Yoshizawa Tamotsu): Юта Канаи
- Хоцун Мисава (三沢 初音 Misawa Hotsune): Мэгуми Сато
- Шин Кагами (加賀見シン Kagami Shin): Исибаси Кенджи
- Хидэаки Суруга (駿河 秀明 Suruga Hideaki): Киётака Намбара
- Дайсукэ Матоба (的場 大介 Matoba Daisuke): Масанобу Такасима
- Ватари: Сундзи Фудзимура
- F (エフ Efu): Кадзуки Намиока
- Миса Аманэ: Эрика Тода
- Наоми Мисора: Асака Сето
- Сасаки (佐々木): Ёдзи Танака
- Лайт Ягами: Тацуя Фудзивара